# Aleksandr Rodzianko
Aleksandr Pawłowicz Rodzianko (ros. Александр Павлович Родзянко, ur. 13 sierpnia 1879, zm. 6 maja 1970 w Nowym Jorku) – rosyjski wojskowy, kawalerzysta, sportowiec, działacz kombatancki i emigracyjny oraz pisarz, generał porucznik, jeden z dowódców białych na kierunku północno-zachodnim.

## Życiorys
W latach 1897–1899 jako kornet służył w pułku kawalergardzkim w składzie Korpusu Paziów. Jednocześnie uprawiał sport konny. W 1902 roku uczestniczył w międzynarodowych zawodach konnych w Turynie. W 1903 roku awansował do stopnia porucznika. W 1907 roku ukończył oficerską szkołę kawaleryjską ze stopniem sztabsrotmistrza, zaś we wrześniu 1908 roku francuską szkołę kawaleryjską w Saumur. Następnie tymczasowo dowodził szwadronem kawalerii Jego Wysokości, po czym w 1909 roku przejął dowództwo pułkowego oddziału ćwiczebnego. Od końca 1909 r. dowodził 2 szwadronem kawalerii. 6 grudnia 1911 roku awansował do stopnia rotmistrza, a rok później - pułkownika. W 1912 roku wziął udział w Igrzyskach Olimpijskich w Sztokholmie. 
Brał udział w I wojnie światowej w szeregach 2 pułku kawalerii Kozaków kubańskich, zaś od października 1914 roku − 1 liniowego pułku kozackiego jako zastępca dowódcy. W lipcu 1915 roku powrócił do macierzystego pułku kawalergardzkiego. Od 1 maja 1916 roku dowodził pułkiem oficerskiej szkoły kawaleryjskiej, od 22 kwietnia 1917 roku − I brygadą 17 dywizji kawalerii. Od czerwca do lipca tego roku pełnił funkcję komendanta garnizonu Rygi. Od 1 października tymczasowo dowodził 17 dywizją kawalerii. Po zawarciu między bolszewikami i Niemcami pokoju brzeskiego w marcu 1918 roku, wraz z częścią sztabu Frontu Północnego pozostał w Pskowie. Został internowany przez Niemców i trafił do obozu w Niemczech. 
Kiedy wojska niemieckie opuściły miasto 25 listopada tego roku, przyjechał do Rygi, gdzie na brytyjskim okręcie wojennym wraz z księciem Anatolijem P. Liwenem spotkał się z przedstawicielem Ententy. Uzyskał zgodę uzyskania pomocy dla sformowania antybolszewickich oddziałów wojskowych w państwach bałtyckich. Jednakże została ona wkrótce cofnięta, w związku z czym uzyskał wsparcie od Niemców. Jego oddziały weszły w skład Pskowskiego Korpusu Ochotniczego, którego dowództwo mianowało A. P. Rodziankę generałem majorem. 20 stycznia 1919 roku przybył on do Rewla w Estonii, otrzymując dowództwo Południowej Grupy Wojsk Korpusu Północnego, która działała w rejonie Juriewa. W lutym tego roku sformował, a następnie został dowódcą 2 brygady Korpusu. Pod koniec lutego brygada powstrzymała natarcie oddziałów bolszewickich na Psków. W kwietniu przy wsparciu części oficerów rosyjskich i dowództwa armii estońskiej przejął faktyczne dowództwo Korpusu Północnego. W maju zorganizował wiosenną nieudaną ofensywę z terytorium Estonii na Piotrogród. 
1 czerwca objął formalnie dowództwo Korpusu (przemianowanego na Korpus Północno-Zachodni, a następnie na Armię Północno-Zachodnią). Od sierpnia był skonfliktowany z gen. por. Nikołajem N. Judeniczem, który zyskiwał coraz większy autorytet wśród żołnierzy. Generał A. P. Rodzianko przygotowywał plan jesiennej ofensywy na Piotrogród. 2 października w stopniu generała porucznika został zastępcą dowódcy Armii gen. N. N. Judenicza. Objął dowództwo 3 dywizji, która zdobyła Gatczynę i Carskie Sioło. 23 listopada został wysłany do Wielkiej Brytanii w celu zdobycia finansowej i materialnej pomocy. Po rozformowaniu Armii Północno-Zachodniej 22 stycznia 1920 roku, wyjechał poprzez Sztokholm do Niemiec. W 1921 roku w Berlinie opublikował swoje wspomnienia z okresu wojny domowej pt. "Воспоминания о Северо-Западной армии", w których mocno skrytykował gen. N. N. Judenicza. Następnie wyemigrował do USA, gdzie stanął na czele pułkowego stowarzyszenia kawalergardów i miejscowego Związku Paziów.